# 湊祥山
湊 祥山（みなと しょうざん、1936年（昭和11年）1月27日 -2012年（平成24年）8月2日 ）は、日本の書家。秋田県井川町にて出生。本名・慶吉（けいきち）。

## 概要
書家として数々の作品を発表。秋田書道展無監査。毎日書道展会友。書写書道教育誌「書友」指導者。師は、佐藤秀湖、続木湖山。
教育者としての活動も多岐に渡り、最終勤務は秋田県立比内養護学校長。
妻は元教員（小学校教頭）。長女は国語教員。次女はナレーター鶴岡慶子。兄は詩人 斎藤肇。姪に詩人船木倶子（粟津號の妻）、イラストレーターの牧かほり。

## 書家としての略歴
- 1972年、井川村芸術文化協会発足と同時に参加し、俳句部門、書道部門の事務局を担当。
- 1973年、秋田書道展初入賞。井川村芸術文化協会では、毎月 1 回の月例俳句会と、全村新春俳句大会の開催を定例化する。
- 1980年〜1989年、井川町公民館書道教室の講師を務める。
- 1982年、佐藤秀湖一門井川書道展を開催。
- 1984年、毎日書道展初入選。以降1998年まで 10 回入選 「会友」推挙。
- 1986年〜秋田県書道連盟理事。
- 1988年〜1990年、3 年連続推薦賞(最高賞)受賞 。
- 1991年、秋田書道展「無鑑査」に推挙。
- 1996年、第 1 回祥山書道展(井川町公民館)。
- 1996年、井川町文化賞受賞。
- 1998年、毎日書道展会友に推挙。
- 2001年、毎日書道展秀作賞受賞。またこの年から秋田県書道連盟総務部長を務める。
- 2005年、毎日書道展佳作賞を受賞。
- 2007年〜2011年、秋田県書道連盟副理事長。
- 2008年、第 40 回秋田県芸術文化章受章 受章
- 2009年、第 2 回祥山書道展覧会(五城館)
- 2011年、第 3 回祥山書道展覧会(五城館)

### 展覧会
- 創玄展(東京都美術館)
- 慶山会展(東京銀座松坂屋)
- 倫の会(秋田県立美術館)
- 書友同人展(秋田県立美術館)
- 書親会書道展(五城館)

## 教育者としての略歴
- 1963年、秋田県北秋田郡米内沢中学校教諭
- 1989年、秋田県立比内養護学校教頭
- 1993年、秋田県立比内養護学校校長
- 1994年、全日本特殊教育連盟功労者表彰
- 1996年、定年退職
- 1998年、文部大臣教育功労者章 受章
- 1999年、全日本特殊教育連盟特別功労章 受章